# Královna Viktorie (film, 2009)
Královna Viktorie, anglicky The Young Victoria, je britsko-americký hraný film z roku 2009 režiséra Jeana-Marca Vallée s Emily Bluntovou a Rupertem Friendem v hlavní roli. Jde o historické životopisné drama, které popisuje jak mládí korunní princezny Viktorie z Kentu několik let před jejím nástupem na britský královský trůn tak i první roky její vlády po nástupu na trůn (hlavní děj snímku probíhá přibližně v rozmezí šesti let - od roku 1836 do roku 1841). Film byl celkem třikrát nominován na ocenění Americké akademie filmových umění a věd Oskar, ze tří nominací celkem získal dvě ocenění za nejlepší návrhy kostýmů a masky.
Emily Bluntová byla kromě toho také nominována za roli královny Viktorie na Zlatý glóbus.

## Základní údaje
- režie: Jean-Marc Vallée
- scénář:Julian Fellowes
- hudba: Ilan Eshkeri
- délka:105 minut
- premiéra ve Velké Británii:6. března 2009

## Děj
Děj snímku začíná Viktoriiným dětstvím, které mělo jiný průběh než u ostatních dětí té doby. Viktorie, coby korunní princezna, žila úmyslně izolována od ostatního světa pouze se svojí matkou, sirem Johnem Conroyem a vychovatelkou baronkou Lehzenovou ve svém rodišti, tj. v Kensingtonském paláci. Vzhledem k tomu, že byla jedinou dědičkou britského královského trůnu a zdraví krále Viléma IV. Britského bylo velmi chatrné, snažila se ji matka a zvláště pak její společník a rádce sir John Conroy nasilím přimět k tomu, aby v její prospěch podepsala regentství až do doby kdy dosáhne 25 let (24. květen 1844). Zároveň s tím, ji také, proti králově vůli, izolovala i od královského dvora. Do vysoké politické hry okolo ní zasahuje i belgický král Leopold I., Viktoriin strýc z matčiny strany, který do Londýna poslal na návštěvu své dva synovce z německého královského rodu Coburg-Sasko-Gotha bratry Alberta a Ernesta. Viktorii se její bratranec Albert při tomto prvním vzájemném setkání zalíbil a oba mladí lidé si začali pravidelně dopisovat. Spor o regentství vyvrcholí v okamžiku, kdy král ku příležitosti jejích 18. narozenin a nabytí plnoletosti nabídne Viktorii peníze a pobyt u svého dvora, čemuž její matka i sir Conroy opět násilně zabránili. Do konfliktu zasahoval i tehdejší předseda vlády vikomt Melbourne, který se k Viktorii choval velmi přátelsky a vstřícně, nabídl jí, mimo jiné, že pro ni sestaví tým spolupracovníků včetně nového týmu dvorních dam. Nabídl jí i své služby osobního provizorního sekretáře i tajemníka. Nicméně krátce po Viktoriiných 18. narozeninách v 20. června 1837 král opravdu zemřel a Viktorie se (teď již plnoletá) stala právoplatnou britskou královnou. Krátce poté poprvé navštívila nově vybudovaný Buckinghamský palác, který se v budoucnu stane jejím novým sídlem. Princ Albert v roce 1838 přijel na svoji druhou návštěvu do Londýna, zúčastnil se i Viktoriiny slavnostní korunovace, posléze nabídl mladé a nezkušené královně svoji osobní pomoc i společnost, ona však jeho pomoc (i přes přetrvávající vzájemné sympatie) rozhodně odmítla. Albert se vrátil přes Brusel zpět domů. Politická krize nastala na jaře 1839 ve chvíli, kdy lord Melbourne prohrál volby a Viktorie odmítla nově jmenovanému britskému premiérovi Robertu Peelovi přijmout nové dvě dvorní dámy pocházející z jeho politického tábora toryů. Lord Robert Peel za těchto podmínek odmítl demonstrativně sestavit novou vládu (mimo jé také z obavy, že za této situace, kdy jej očividně nijak nepodporuje panovnice, nebudude mít k dispozici dostatečnou parlamentní většinu) a vypukla politická i ústavní krize. Krize se v roce 1839 se přetřásala v britském tisku a přenesla se i na veřejnost a do ulic. Někteří občané ostře a hlasitě protestovali a demonstrovali proti královně. Viktorie si uvědomila, že je opravdu velmi nezkušená a politicky naivní, za této situace povolala urychleně zpět z Coburgu svého bratrance a nápadníka Alberta a nabídla mu sňatek. Po sňatku novomanželé prožívali nejprve velmi šťastné období plné vzájemné úcty a opětované lásky, které však začala brzy kalit Albertova nevytíženost i zjevná činorodost. Konečně byl zapuzen zklamaný sir John Conroy. První vzájemná hádka propukla v okamžiku, kdy královna zjistila, že se Albert snažil jednat v její prospěch samostatně a bez jejího předběžného souhlasu bez jejího vědomí. Oba manželé se usmířili až po neúspěšném atentátu na královnu, při kterém Albert Viktorii kryl svým tělem před výstřelem z atentátníkovy pistole a byl lehce zraněn. Teprve poté královnu lord Melbourne i její teta královna-vdova přesvědčí, že je nutno, aby Albertovi přenechala část svých královských povinností a umožnila mu spoluvládu. Definitivně odjela baronka Lehzenová. Viktorie nechala přinést Albertův psací stůl do své pracovny. Děj snímku končí krátce po narození 1. dítěte, princezny Viktorie. Viktorie se také konečně usmířila i se svojí matkou, vévodkyní z Kentu.

## Hrají
- Emily Bluntová (anglická královna Viktorie)
- Rupert Friend (princ Albert Sasko-Kobursko-Gothajský, manžel a bratranec královny Viktorie)
- Miranda Richardsonová (princezna Viktorie Sasko-Kobursko-Saalfeldská, vévodkyně z Kentu a Strathearnu, matka královny Viktorie)
- Mark Strong (sir John Conroy, tajemník a přítel vévodkyně z Kentu a Strathearnu)
- Jim Broadbent (britský král Vilém IV. Britský, strýc královny Viktorie)
- Harriet Walterová (královna Adéla Sasko-Meiningenská, manželka krále Viléma IV., teta královny Viktorie)
- Paul Bettany (lord William Lamb, 2. vikomt Melbourne, britský politik a poslanec, britský premiér na počátku vlády královny Viktorie)
- Thomas Kretschmann (belgický král Leopold I. Belgický, strýc královny Viktorie i jejího manžela Alberta)
- Jesper Christensen (Christian Friedrich, baron Stockmar)
- Jeanette Hainová (baronka Louise Lehzenová, guvernantka, vychovatelka, důvěrnice a sekretářka královny Viktorie)
- Julian Glover (Arthur Wellesley, 1. vévoda z Wellingtonu, vůdce Toryů)
- Michael Maloney (lord Robert Peel, britský politik, poslanec a pozdější britský premiér)
- Michiel Huisman (princ Arnošt II. Sasko-Kobursko-Gothajský, Albertův bratr a bratranec královny Viktorie)
- Johnnie Lyne-Pirkis (princ Arnošt August I. Hannoverský, vévoda z Cumberlandu, strýc královny Viktorie)
- Liam Scott (princ Augustus Frederick, vévoda ze Sussexu, strýc královny Viktorie)
- Dave A. Hewitt (Henry Howard, 13. vévoda z Norfolku)
- Danny Dalton (Vilém I. Pruský, pruský princ)
- Sophie Robertsová (lady Emma Portmanová, dvorní dáma)
- Rachael Stirlingová (Harriet Sutherland-Leveson-Gower, vévodkyně ze Sutherlandu, komoří šatníku a dvorní dáma královny Viktorie)
- Peter White
- David Robb (politik)
- Morven Christie (Watsonová, komorná královny Viktorie)
- Princezna Beatrice z Yorku (dvorní dáma asistující při korunovaci[1])